# Jorge Roelas
Jorge Luis Roelas Bautista (Madrid, 8 de mayo de 1960) es un actor, dramaturgo, director y guionista español.

## Biografía
Actor de formación inicialmente teatral, debuta en cine en 1982 de la mano de Manuel Gutiérrez Aragón con la taquillera Demonios en el jardín. En los años siguientes compagina cine y teatro, interpretando papeles secundarios en Oficio de muchachos (1986), de Carlos Romero Marchent, Moros y cristianos (1987), de Luis García Berlanga o Cómo ser mujer y no morir en el intento (1991), de Ana Belén.
Sin embargo, la popularidad se la debe, sobre todo, a la televisión, medio en el que se prodigó especialmente en los años noventa. Tran intervenir en la serie Goya (1985), formó parte del reparto de Vecinos (1994) en Antena 3, ¡Ay Señor, Señor! (1994-1995), con Andrés Pajares y sobre todo Médico de familia (1995-1999). Fue el personaje del celador Marcial González que interpretó en esta serie durante cuatro años el que le consagró como uno de los rostros más populares de la televisión del momento.
Tras la cancelación de la serie, Televisión española le ofrece uno de su primer papel protagonista en la serie El botones Sacarino (2000-2001), en la que da vida al personaje del célebre cómic de Francisco Ibáñez. Sin embargo, los resultados de audiencia no respaldaron el proyecto, y la comedia fue retirada de la parrilla pocas semanas después de su estreno.
Posteriormente rueda las series Living Lavapíés (2003) y Cafe Express (que posteriormente, con otro reparto y en otra emisora se reestrenaría como Camera Café), ambas en Telemadrid.
En los últimos años, ha enfocado de nuevo su carrera hacia la gran pantalla, con participación en Tiovivo c. 1950 (2004), de José Luis Garci, que le valió sendas nominaciones al Premio Goya y al Premio de la Unión de Actores; Ninette (2005); Desde que amanece apetece (2005), de Antonio del Real o Sangre de mayo (2008), de nuevo a las órdenes de Garci.
Tampoco ha descuidado su trayectoria teatral, destacando el montaje El método Grönholm (2004), que le supuso una candidatura al Premio Ercilla.
En 2010 salió en un capítulo de La que se avecina, como un albañil que fue a arreglar una gotera a Javi y Lola.
En 2012 se estrenó como autor dramático con la obra Verano, que interpretaron Ana Marzoa, Ruth Gabriel y Lidia Navarro. En 2014 formó parte del reparto de la serie Ciega a citas.

## Obras de teatro
- El sueño de una noche de verano.- Dir. David Perry
- Seis personajes en busca de un autor (1982).- Dir. Miguel Narros
- ((El Patito Feo)) .- Dir. Amaya Curieses
- ((Don Juan Tenorio)).- Dir. Miguel Narros
- Eloísa está debajo de un almendro.- Dir. José Carlos Plaza
- Madre Coraje y sus hijos.- Dir. Lluís Pasqual
- ((Regresiones)) Dir. Rosa María Sardá
- El Búfalo americano.- Dir. Fermín Cabal
- Comedias bárbaras.- Dir. José Carlos Plaza
- Orquesta de señoritas - Dir.- Jorge Butrón
- Sé infiel y no mires con quien (1998).- Dir. Jaime Azpilicueta
- Entiéndeme tú a mí (2000).- Dir. Andrés Lima
- Su juguete preferido.- Dir. Toni Tordera
- Continuidad de los parques.- Dir. Jaime Pujol
- El método Grönholm (2004).
- Don Juan, el burlador de Sevilla (2008-2009), de Tirso de Molina.
- ¿Esto a qué venía? En el Teatro Arenal de Madrid (2009).
- 100 m2 (2010) - Dir. Juan Carlos Rubio
- Ocasiones especiales (2011-12) - Dir. Juan Carlos Rubio
- Anfitrión (2012).- Dir. Juan Carlos Pérez de la Fuente
- ((Pluto)) Dir.- Magüi Mira
- El secuestro (2016). . Dir. Gabriel Olivares.[2]
- ((Atasco)) Dir.- Jorge Roelas

## Filmografía

### Cine

#### 1980-1989
- Demonios en el jardín. Director: Manuel Gutiérrez Aragón.
- Oficio de muchachos. Director: Carlos Romero Marchent.
- Moros y cristianos. Director: Luis García Berlanga.

#### 1990-1999
- Cómo ser mujer y no morir en el intento Directora: Ana Belén.
- Tres palabras. Director: Antonio Giménez Rico.
- Las cosas del querer. Director: Jaime Chávarri.
- Gran slalom. Director: Jaime Chávarri.
- Eso. Director: Fernando Colomo.

#### 2000-2009
- Tiovivo c. 1950. Director: José Luis Garci.
- Ninette. Director: José Luis Garci.
- En ninguna parte. Director: Miguel Ángel Cárcano.
- Cabeza de perro. Director: Santi Amodeo.
- Luz de domingo. Director: José Luis Garci.
- Sangre de mayo. Director: José Luis Garci.

#### 2010
- Paco (cortometraje). Director: Jorge Roelas.

### 2012
- Guatsap (cortometraje). Director: Jorge Roelas.
- Holmes & Watson. Madrid Days. Director: José Luis Garci.
- La venta del paraíso. Director: Emilio Ruiz Barranchina.
- 2 francos, 40 pesetas. Director: Carlos Iglesias.

### Series de televisión

#### 1986
- Participó en Turno de oficio. "Jardines en el cielo", el capítulo número 4, fue estrenado el 4 de noviembre.

#### 1994-1995
- Participó en ¡Ay, Señor, Señor! como Paco.

#### 1995-1999
- Participó en Médico de familia como Marcial González

#### 2000-2001
- El botones Sacarino como Sacarino

#### 2003
- Café Express como Carmelo

#### 2004
- Hospital central como Benito episodios 13 y 14 temporada 7.

#### 2005
Participó en Aquí no hay quien viva, en el episodio "Érase un juicio", como el abogado Miguel Ángel

#### 2010
Participó en La que se avecina, en el episodio Una argucia, una yonqui y un vecino al borde de la muerte, como Juanan, el novio de Estela.

#### 2014
- Ciega a citas

#### 2016
- El Caso: Crónica de sucesos como Padre Sanchís
- Paquita Salas como él mismo

#### 2019
- Hospital Valle Norte como Representante Newton

#### 2022
- Servir y proteger como José León "Josele"

## Premios y nominaciones
2004
- Nominado al Mejor actor en los Premio Ercilla por El método Grönholm.

2005 
- Nominado a los Premios Goya al Mejor Actor Revelación por "Tiovivo c. 1950".

2009
- Premio al Mejor actor en el Festival Internacional de Cine del Mar Menor por el cortometraje Paco.[3]